# IC 391
IC 391 (również PGC 16402 lub UGC 3190) – galaktyka spiralna znajdująca się w gwiazdozbiorze Żyrafy w odległości około 80 milionów lat świetlnych od Ziemi. Została odkryta 7 listopada 1890 roku przez Williama Denninga.
W galaktyce tej odkryto jedną supernową: SN 2001B.